# 吉田敬
吉田敬（1973年6月27日—），日本男性搞笑藝人、主持人。出身於京都府京都市伏見區。搞笑組合黑色美乃滋成員，裝傻擔當，搭檔是小杉龍一。所屬經紀公司是吉本興業東京本社（吉本創意經紀）。
外貌特色是滿臉疙瘩，在電視節目中也常扮演萎縮角色，看上去比較恐怖。實際上是一個神經纖細、偏執的人，對人非常友善，為眾多後輩敬仰。

## 外部連結
- 吉田敬的X（前Twitter）（日語）